# Метју Бингли
Метју Бингли (16. август 1971) бивши је аустралијски фудбалер.

## Репрезентација
За репрезентацију Аустралије дебитовао је 1993. године. За национални тим одиграо је 14 утакмица и постигао 5 голова.

## Статистика
| Аустралија | Аустралија | Аустралија |
| Год.       | Ута.       | Гол.       |
| ---------- | ---------- | ---------- |
| 1993       | 1          | 0          |
| 1994       | 0          | 0          |
| 1995       | 2          | 0          |
| 1996       | 3          | 1          |
| 1997       | 8          | 4          |
| Укупно     | 14         | 5          |